# フバイ国際空港
フバイ国際空港（フバイこくさいくうこう、ベトナム語: Sân bay quốc tế Phú Bài、英語: Phu Bai International Airport）は、ベトナム社会主義共和国トゥアティエン＝フエ省の省都フエ郊外南に13kmのフオントゥイにある国際空港である。

## 歴史
1940年に国内交通用空港として1,280mの滑走路で建造。1940年代に1,800mの滑走路に拡張。1976年3月より民間航空での供用を開始。2005年10月30日に国際線の受け入れを開始。オーストリア航空運航のチャーター機がラオスのルアンパバーンからオーストリア人の観光客を乗せて到着した。
シンガポールのチャンギエアポートインターナショナル（Changi Airports International (CAI) ）は2007年5月にトゥアティエン＝フエ省人民委員会とフバイ国際空港開発についての協力に合意。
2013年3月20日から9月19日まで滑走路改修工事のため閉鎖されているため、航空路利用の場合は代わりにダナン国際空港を利用する必要があった。なお、当初は11月20日までを予定していたが工期が2ヶ月程度短縮された。現在の2,700mに延長された。将来の計画として2本目の滑走路を計画中である。
2018年にベトナム空港公団が第2ターミナルビルの建設を発表。2020年に年間500万人、2025年には700万人の旅客収容力ヘ拡大する予定。2021年末の竣工を予定している。

## ターミナルビル
現在、旅客用は2階建ての第一ターミナル（Terminal 1）のみ。2013年に改装工事を終え、2017年に175万人の旅客を取り扱った。1階に出発・到着ロビーを設置、2階にエアサイドの売店、ラウンジ、フードコートなどがある。

## 就航航空会社と就航都市

### 国内線
| 航空会社               | 就航地                                                                                  |
| ---------------------- | --------------------------------------------------------------------------------------- |
| ベトナム航空           | ノイバイ国際空港（ハノイ）、 タンソンニャット国際空港（ホーチミン市）                   |
| ベトジェットエア       | ノイバイ国際空港（ハノイ）、 タンソンニャット国際空港（ホーチミン市）                   |
| パシフィック航空       | タンソンニャット国際空港（ホーチミン市）、 リエンクオン国際空港（ラムドン省・ダラット） |
| バンブー・エアウェイズ | ノイバイ国際空港（ハノイ）、 タンソンニャット国際空港（ホーチミン市）                   |

## ギャラリー

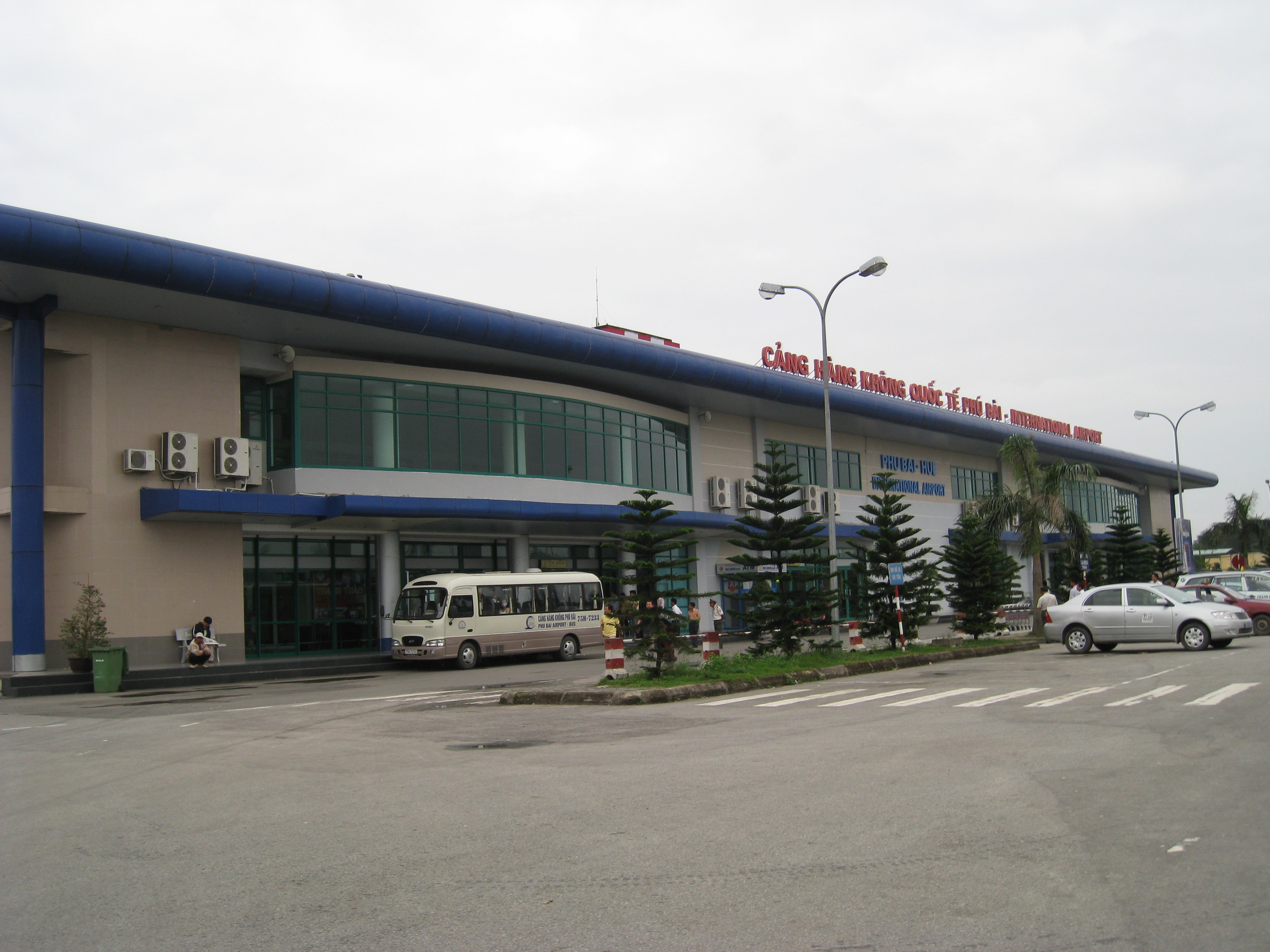
旧空港ターミナル
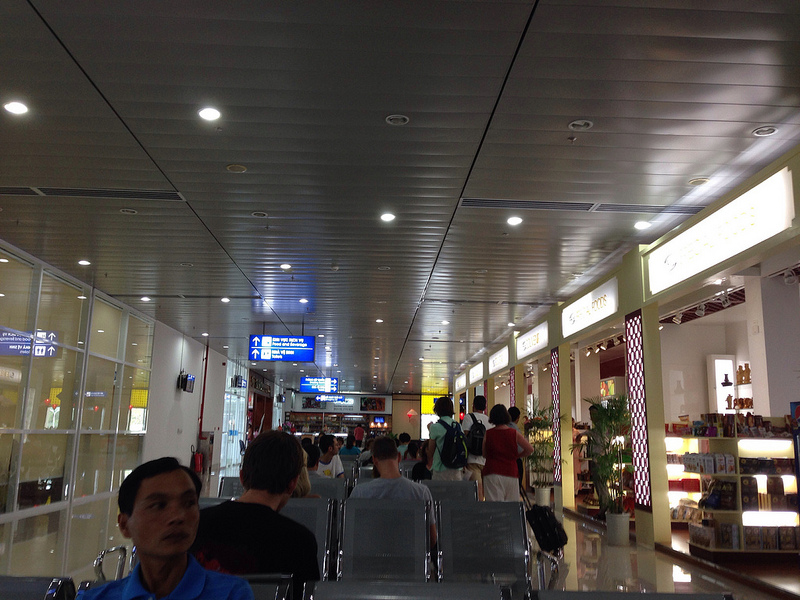
ターミナル内部